# Lake Holiday (Virginie)
 (mars 2025).
Pour les articles homonymes, voir Lake Holiday.
Lake Holiday est une census-designated place située dans le comté de Frederick, dans l’État de Virginie, aux États-Unis. Lors du recensement de 2020, elle compte 2 196 habitants.